# Zoropsis pekingensis
Zoropsis pekingensis är en spindelart som beskrevs av Schenkel 1953. Zoropsis pekingensis ingår i släktet Zoropsis och familjen Zoropsidae. Inga underarter finns listade i Catalogue of Life.